# Nemanja Nešić
Nemanja Nešić (serbisch-kyrillisch Немања Нешић; * 16. Mai 1988 in Smederevo, SFR Jugoslawien; † 6. Juni 2012 in Smederevo, Serbien) war ein serbischer Leichtgewichts-Ruderer, der zwei Bronzemedaillen bei Ruder-Europameisterschaften gewann.

## Sportliche Karriere
Im Alter von 13 Jahren begann Nešić mit dem Rudersport im Jahr 2001. Seine ersten internationalen Auftritte hatte er in den Jahren 2005 und 2006 bei den Junioren-Weltmeisterschaften im Rudern in den Wettbewerbsklassen Vierer-ohne und Doppelvierer, wobei er allerdings keine Medaillen gewinnen konnte. 2007 ruderte Nešić in der U23-Altersklasse mit Milos Nikolic im leichten Zweier-ohne auf den fünften Platz bei den Nachwuchs-Weltmeisterschaften. 2009 erreichte er im leichten Einer einen vierten Rang bei der U23-WM.
Ab der olympischen Saison 2008 wurde Nešić auch in der offenen Altersklasse vom serbischen Verband eingesetzt. Beim Ruder-Weltcup 2008 in München ruderte er mit Miloš Stanojević in der Klasse Leichtgewichts-Doppelzweier auf den 21. Rang unter 29 teilnehmenden Mannschaften. Im Folgejahr konnte das Duo bei den Weltmeisterschaften in Posen bereits den neunten Platz belegen. Nešić und Stanojević ruderten außerdem mit Nenad Babović und Miloš Tomić im leichten Vierer-ohne bei der EM 2009 auf den Bronzerang, was für Nešić den ersten Gewinn einer internationalen Meisterschaftsmedaille bedeutete.
In der folgenden Saison 2010 der serbische Verband mit nur drei Athleten an den Weltmeisterschaften in Neuseeland teil, wozu allerdings keine Leichtgewichtsruderer zählten. Nešić fokussierte sich mit dem erfolgreichen leichten Vierer aus dem Vorjahr auf die Europameisterschaften in Portugal. Der Mannschaft gelang allerdings nicht der Einzug ins Finale, am Ende belegte sie den achten Gesamtrang. Im Folgejahr ruderten Nešić, Stanojević, Babović und Tomić bei den Europameisterschaften in Bulgarien zu ihrem zweiten Gewinn einer Bronzemedaille und bei den Weltmeisterschaften im slowenischen Bled im leichten Vierer auf den 12. Gesamtrang, womit die Qualifikation für die Olympischen Sommerspiele 2012 um eine Platzierung oder rund 0,6 s verpasst wurde. Das Quartett trat deshalb bei der Qualifikationsregatta um zwei weitere olympische Startplätze im leichten Vierer in Luzern im Mai 2012 an. Mit dem vierten Rang bei dieser Veranstaltung verpassten sie allerdings die Olympiaqualifikation endgültig, für Nešić war es die letzte Teilnahme an einer Ruderregatta.
Nešić startete für den Verein Smederevo VK aus seiner Heimatstadt. Sein Wettkampfgewicht betrug 71 kg bei einer Körpergröße von 1,85 m.

## Tod
Am Morgen des 6. Juni 2012 verstarb Nešić während einer Trainingseinheit im Alter von 24 Jahren. Gut zwei Wochen nach der verpassten Olympiaqualifikation befand er sich weiterhin im Training für eine Weltcupregatta in München am Wochenende vom 14. bis 17. Juni 2012. Nešić kollabierte im Ruderboot und wurde von seinem anwesenden Trainer umgehend versorgt, er verstarb aber noch vor Ort. Als Todesursache wurden Herzprobleme identifiziert.